# Île du Petit Mécatina
L'île du Petit Mécatina est située dans l'archipel du Petit Mécatina au sud du village de Tête-à-la-baleine en Basse-Côte-Nord dans la Côte-Nord au Québec (Canada). 

## Description
L'île du Petit Mécatina est deux fois et demi plus grosse que l'île du Gros Mécatina. Les termes « Gros » et « Petit » viennent des noms des anciens postes de traite établis à cet endroit. En effet, le poste de traite de Petit-Mécatina y a été fondé en 1740. L'île fait partie de la municipalité de Côte-Nord-du-Golfe-du-Saint-Laurent.

## Toponymie
Le nom « Mécatina » vient du montagnais makatinau qui signifie « c'est une grosse montagne ». Aujourd'hui, les Montagnais nomment cette île Mikatnam Ministukua qui signifie « île des Montagnes ».